# QAnon
QAnon je krajnje desna politička teorija urote i politički pokret, nastao u SAD-u 2017. godine. Njihovo je temeljno uvjerenje da kabala sotonskih, kanibalističkih zlostavljača i ritualnih žrtvovatelja djece, u savezu s dubokom državom, upravlja globalnim lancem za spolnu trgovinu djecom, i da Donald Trump potajno vodi borbu protiv njih.
QAnon se opisuje kao ukorijenjen u  antisemitizmu, zbog zasićenosti antisemitskih tropovima, poput opsjednutosti židovskim financijerom Georgeom Sorosom, teorijama zavjere o obitelji Rothschild, koji su česta meta antisemita, i pozadinske tvrdnje da navodni kabal zlostavljača i žrtvovatelja djece vode Židovi. QAnon se u medijima opisuje kao kult.
Izvorno se temeljio na izmišljenim tvrdnjama anonimne osobe ili osoba pod imenom »Q«, koje su prenesene i razvijene u online zajednicama te pod utjecajem poznatih osoba na internetu. Ima izravne korijene u Pizzagateu, još jednoj teoriji zavjere koja se pojavila na internetu godinu dana ranije, a također uključuje elemente mnogih različitih teorija zavjere i objedinjuje ih u veću, međusobno povezanu teoriju. 
Tijekom prvog predsjedničkog mandata Donalda Trumpa, pristaše QAnona su vjerovali da će na dan poznat kao »Oluja« (the Storm) ili »Događaj« (the Event). Pristaše QAnona nazivali su Demokrate, holivudske glumce, visoke državne dužnosnike, poslovne tajkune i medicinske stručnjake članovima pedofilske kabale.
Iako QAnon vuče korijene iz starijih teorija zavjere, kao zaseban pokret se pojavio tek u listopadu 2017. godine, kada je »Q« prvi puta objavio poruku na internetskom forumu 4chan. »Q« je u poruci tvrdio da je visoki državni dužnosnik sa sigurnosnim odobrenjem razine Q, zbog kojeg ima pristup povjerljivim informacijama o Trumpovoj administraciji i njezinim protivnicima. »Q« se uskoro premjestio na forum 8chan, koji je zatim postao novo mrežno sjedište QAnona. »Q«-ove često zagonetne objave, koje su postale poznate kao drops ('dostave'), prenošene su dalje putem agregatorskih stranica i influencera. QAnon je s vremenom postao viralni fenomen izvan interneta i pretvorio se u politički pokret. Pristaše QAnona počeli su se pojavljivati na skupovima Trumpove kampanje u kolovozu 2018. godine, a Trump je na Twitteru usmjeravao pozornost ka pristašama QAnon-a. Teorije zavjere QAnon također su prenosili ruski i kineski državni mediji, trolovski računi na društvenim mrežama i krajnje desničarska Epoch Media Group povezana s falun gongom.
Od svog nastanka u američkoj politici, QAnon je potaknuo pokrete diljem svijeta. Točan broj pristaša QAnona nije poznat. Nakon povećane kritike pokreta, platforme društvenih mreža poput Twittera i Facebooka počele su poduzimati mjere kako bi spriječile širenje teorije zavjere. Pristaše QAnona počinili su nasilna djela. Članovi pokreta sudjelovali su na predsjedničkim izborima u Sjedinjenim Američkim Državama 2020. tijekom kojih su podržali Trumpovu kampanju i vodili informacijski rat kako bi utjecali na glasače. Nakon što je Joe Biden pobijedio, bili su uključeni u pokušaje preokretanja rezultata izbora. Trumpovi suradnici poput Michaela Flynna, Lina Wooda i Sidney Powell promovirali su teorije zavjere izvedene iz QAnona. Kada su te taktike propale, Trumpove pristaše – mnogi od njih pratitelji QAnona – napali su Kapitol Sjedinjenih Država 6. siječnja 2021. Napad na Kapitol doveo je do daljnjeg i čvrščeg obračuna društvenih mreža s pokretom i njegovim tvrdnjama. Iako je pokret QAnon izgubio zamah u svojoj izvornoj formi nakon izbora 2020. godine, neki od principa koje je promovirao nastavili su se normalizirati u diskursu američke politike.

## Daljnje čitanje
- Badham, Van. 2022. QAnon and On: A Short and Shocking History of the Internet Conspiracy Cults: A Short and Shocking History of Internet Conspiracy Cults (engleski). Hardie Grant Books. Melbourne. ISBN 9781743797877. OCLC 1285976834 Izvod.
- Beverley, James A. 2020. The QAnon Deception: Everything You Need to Know about the World's Most Dangerous Conspiracy Theory (engleski). EqualTime Books. ISBN 979-8582465898
- Bleakley, Paul (2021). (engleski). "Panic, Pizza and Mainstreaming the Alt-Right: A Social Media Analysis of Pizzagate and the Rise of the QAnon Conspiracy". Current Sociology: 00113921211034896. DOI:10.1177/00113921211034896 .
- Breland, Ali. 20. kolovoza 2020. The Summer QAnon Went Mainstream. Mother Jones (engleski). Foundation for National Progress. Inačica izvorne stranice arhivirana 12. listopada 2023. Pristupljeno 8. siječnja 2024.
- Enders, Adam M.; Uscinski, Joseph E.; Klofstad, Casey A.; Wuchty, Stefan; Seelig, Michelle I.; Funchion, John R.; Murthi, Manohar N.; Premaratne, Kamal; Stoler, Justin. 2022. Who Supports QAnon? A Case Study in Political Extremism. The Journal of Politics (engleski). University of Chicago Press. 84 (3): 1844–1849. doi:10.1086/717850. S2CID 232161773
- Forberg, Peter L. (2022.).  (zahtijeva pretplatu). (engleski). American Behavioral Scientist. DOI:10.1177/00027642221091199 .
- Hodwitz, Omi, Steff King, and Jordan Thompson (2022). (engleski). "QAnon: The Calm Before the Storm". Society: 1–12. DOI:10.1007/s12115-022-00688-x .
- Westmark, Colton; Adam, McMahon. 2022. Identifying QAnon Conspiracy Theory Adherent Types. New Political Science (engleski). Taylor & Francis. 44 (4): 607–627. doi:10.1080/07393148.2022.2129927. S2CID 252980185